# Largo al factotum
Largo al factotum – przypisana do postaci tytułowego cyrulika i totumfackiego Figara popisowa barytonowa aria (właściwie cavatina) pochodząca z opery Cyrulik sewilski z muzyką Gioacchina Rossiniego do libretta w języku włoskim autorstwa Cesarego Sterbiniego. Rozpoczyna ona pierwsze wejście postaci w pierwszym akcie dzieła.
Działający w imieniu młodego Hrabiego Almavivy Fiorello odprawił właśnie ulicznych muzykusów zatrudnionych przez panicza, aby wsparli go w śpiewaniu serenad przed domem dziewczyny, w której szczerze się zakochał. To Rozyna, wychowanica dość przebiegłego doktora Bartola. Opłaceni nad wyraz hojnie sewilczycy robią mnóstwo hałasu, jednak rozchodzą się zostawiając przebranego za biednego studenta Almavivę samego
Wtem wesoło śpiewając nadchodzi jakiś człowiek. To Figaro, dawny zaufany służący Almavivy chełpiący się tym, jakąż to zrobił wielką karierę w mieście. Jest osobą zręczną, toteż rozchwytywaną. Jak to od cyrulika i totumfackiego – jedni chcą ułożenia peruki, inni podcięcia brody, jeszcze inni upuszczenia krwi. Jest też dodatkowo miejskim swatem. 
Energetyczna cavatina niesie ze sobą duży ładunek humoru. Rossini wykorzystał tutaj również bardzo szeroki wachlarz środków muzycznych dostępnych ówczesnej operze buffa od rytmicznej kononady poprzez repetycję i deklamację martellato, aż do szerokich interwałów i ostrych kontrastów, co może sprawić pewne problemy śpiewakom przyzwyczajonym raczej do ról o innych wymaganiach.
Światowa prapremiera Cyrulika sewilskiego odbyła się w Rzymie w Teatro Argentina 20 lutego 1816. Rolę Figara i tym samym arię śpiewał wówczas Luigi Zamboni.

## Tekst
La ran la lera  
la ran la là.

Largo al factotum 
della città.
Presto a bottega,
che l'alba è già.
La ran la lera
la ran la là.
A che bel vivere,
che bel piacere
per un barbiere
di qualità!

Ah bravo Figaro
bravo bravissimo
fortunatissimo
per verità!

La ran la lera
la ran la là.

Pronto a far tutto
la notte e il giorno
sempre d'intorno
in giro sta.
Miglior cuccagna
per un barbiere
vita più nobile
no, non si dà.

Rasori e pettini
lancette e forbici
al mio comando
tutto qui sta.
V'è la risorsa, poi, del mestiere
colla donnetta... col cavaliere...

La ran la lera
la ran la là.

Tutti mi chiedono
tutti mi vogliono
donne, ragazzi,
vecchi, fanciulle,
qua la parrucca...
presto la barba...
qua la sanguigna...
Presto il biglietto...

Figaro! Figaro! Figaro!, ecc.
Ohimè che furia,
ohimè che folla,
uno alla volta
per carità.

Figaro! Son qua. 
Ehi, Figaro! Son qua. 
Figaro qua, Figaro la, 
Figaro su, Figaro giu, 
Pronto prontissimo son come il fumine: 
sono il factotum della citta. 

Ah, bravo Figaro! 
Bravo, bravissimo; 
a te fortuna non manchera
sono il factotum della citta.

La ran la lera
la ran la là.